# Liste von Rebsorten/H
Legende, Erläuterungen und Quellen: Siehe Hauptartikel!
Hinweise zu Änderungen bzw. Ergänzungen siehe Diskussion.
| Rebsorte - wichtige Synonyme | VIVC | Bild | Verw.   | H.  | Spe.    | Abstammung                                       | Zü.J. | ha 2016 | Anbauländer                         |
| --- | ---- | ---- | ------- | --- | ------- | ------------------------------------------------ | ----- | ------- | ----------------------------------- |
| Haiduc |      |      | RWT     | ROU |         | Rosioara × Cabernet Sauvignon                    |       | 3       | Rumänien                            |
| Hajnalka |      |      | RWT     | HUN | V.Vi.   | Judit × Csaba Gyoengye                           |       | 0       | Ungarn                              |
| Happenbach |      |      | RWT     | DEU | V.Vi.   | Schiava Grossa × Silvaner Gruen                  |       |         |                                     |
| Hárslevelü - Harslevelu, Lindenblaettriger, Lipovina Feuille de Tilleul |      |      | WWT, TT | HUN | V.Vi.   |                                                  |       | 1.618   | Ungarn, Südafrika, Slowakei         |
| Hegel - Weinsberg S 342 |      |      | RWT     | DEU | V.Vi.   | Helfensteiner × Heroldrebe                       | 1955  | 7       | Deutschland                         |
| Helfensteiner - Blauer Weinsberger |      |      | RWT     | DEU | V.Vi.   | Pinot Precoce Noir × Schiava Grossa              | 1931  | 14      | Deutschland                         |
| Helios - Freiburg 242-73 |      |      | WWT     | DEU | V.Vi.   | Merzling × Freiburg 986- 60                      | 1973  | 6       |                                     |
| Herbemont - Black Herbemont, Bottsi, Brown French, Dunn, Herbemon, HerbemontS Madeira, Herbemonts Madeira, Hunt                                                                             |      |      | RWT     | USA | V. Bou. | Aestivalis × Vitis Cinerea Engelmann Var.Cinerea |       | 112     | Brasilien                           |
| Heroldrebe |      |      | RWT     | DEU | V.Vi.   | Portugieser Blau × Blaufränkisch                 | 1929  | 112     | Deutschland                         |
| Heunisch Weiss |      |      | WWT     |     | V.Vi.   |                                                  |       |         |                                     |
| Hibernal - Gm 322- 58, Gibernal, Gm 322- 58, Hybernal |      |      | WWT     | DEU | V.Vi.   | Seibel 7053 × Riesling × Seibel 7053 × Riesling  | 1944  | 20      | Deutschland                         |
| Himbertscha |      |      | WWT     | CHE | V.Vi.   |                                                  |       |         |                                     |
| Himrod |      |      | TT      | USA | I. C.   | Sultanina × Ontario                              | 1928  | 1       | USA                                 |
| Hölder - Weinsberg S 397 |      |      | WWT     | DEU | V.Vi.   | Riesling Weiss × Pinot Gris                      | 1955  | 2       |                                     |
| Honigler - Ondarrabi Beltza, Beltza |      |      | WWT     | HUN | V.Vi.   |                                                  |       |         |                                     |
| Hrvatica - Carbonera, Cervina, Corbina, Corvina, Crevatica, Crevatina, Crevatizza, Crovalino, Crovetina, Golovina, Hrvatica Crna, Karbonera, Karbonic, Markolina, Negrara, Negrona, Olovina |      |      | RWT     | HRV | V.Vi.   |                                                  |       | 53      | Italien                             |
| Huerta del Rey |      |      | WWT     | ESP | V.Vi.   |                                                  |       | 2       | Spanien                             |
| Humagne Blanc - Humagne, Humagne Blanc |      |      | WWT     | CHE | V.Vi.   |                                                  |       | 29      | Schweiz                             |
| Humagne Grise |      |      | WWT     | CHE | V.Vi.   |                                                  |       |         |                                     |
| Huxelrebe |      |      | WWT, TT | DEU | V.Vi.   | Elbling Weiss × Muscat Precoce de Saumur         | 1927  | 466     | Deutschland, Vereinigtes Königreich |